# Парфёново (городской округ Солнечногорск)
Парфёново — деревня в Московской области России. Входит в городской округ Солнечногорск. Население — 29 чел. (2010).

## География
Деревня Парфёново расположена на севере Московской области, в центральной части округа, примерно в 7 км к югу от центра города Солнечногорска, в 37 км к северо-западу от Московской кольцевой автодороги, на линии Крюково — Тверь Ленинградского направления Московского железнодорожного узла (Московский регион Октябрьской железной дороги), при впадении небольшой речки Задериноги в реку Глазовку (бассейна Истры).
К деревне приписано два садоводческих некоммерческих товарищества. Ближайшие населённые пункты — деревни Глазово и Савельево.

## Население
| 1852 | 1859 | 1890 | 1899 | 1926 | 1966 |
| ---- | ---- | ---- | ---- | ---- | ---- |
| 95   | ↗128 | ↗151 | ↘100 | ↗127 | ↗167 |
| 1998 | 2002 | 2010 |      |      |      |
| ↘37  | ↘35  | ↘29  |      |      |      |

## История
Парфенева, деревня 6-го стана, Государствен. Имуществ, 44 души м. п., 51 ж., 17 дворов, 48 верст от Тверской заставы, проселком.— Нистрем К. Указатель селений и жителей уездов Московской губернии, 1852 г.
В «Списке населённых мест» 1862 года — казённая деревня 6-го стана Московского уезда Московской губернии по левую сторону железной дороги, в 49 верстах от губернского города, при речке Издерихе, с 18 дворами и 128 жителями (70 мужчин, 58 женщин).
По данным на 1890 год — деревня Дурыкинской волости Московского уезда со 151 душой населения.
В 1913 году — 32 двора и земское училище.
По материалам Всесоюзной переписи населения 1926 года — центр Парфёновского сельсовета Бедняковской волости Московского уезда в 2 км от Ленинградского шоссе и 9 км от станции Поворово Октябрьской железной дороги, проживало 127 жителей (61 мужчина, 66 женщин), насчитывалось 35 крестьянских хозяйств.
С 1929 года — населённый пункт в составе Солнечногорского района Московского округа Московской области. Постановлением ЦИК и СНК от 23 июля 1930 года округа как административно-территориальные единицы были ликвидированы.
1929—1957, 1960—1963, 1965—1994 гг. — деревня Пешковского сельсовета Солнечногорского района.
1957—1960 гг. — деревня Пешковского сельсовета Химкинского района.
1963—1965 гг. — деревня Пешковского сельсовета Солнечногорского укрупнённого сельского района.
В 1994 году Московской областной думой было утверждено положение о местном самоуправлении в Московской области, сельские советы как административно-территориальные единицы были преобразованы в сельские округа.
С 1994 до 2006 гг. деревня входила в Пешковский сельский округ Солнечногорского района.
С 2005 до 2019 гг. деревня включалась в Пешковское сельское поселение Солнечногорского муниципального района.
С 2019 года деревня входит в городской округ Солнечногорск, в рамках администрации которого относится с территориальному управлению Пешковское.